# Tommy Lefroy
Tommy Lefroy — англійський інді-рок дует із Лондона.
До складу гурту входять канадська співачка Тесса Музуракіс (Tessa Mouzourakis) та американський співак Вінтер Бетел (Wynter Bethel).
У 2023 році гурт був номінований на премію Juno Award у категорії «Проривний гурт року».
Учасники дуету вперше зустрілися в Нешвіллі, штат Теннессі, США, у 2017 році, де обидва намагалися зарекомендувати себе як професійні автори пісень. Вони почали працювати разом у 2018 році після того, як Бетел побачив онлайн кавер Музуракіс на пісню гурту Boygenius, «Ketchum, ID».
Назва Tommy Lefroy є посиланням на Томаса Ланглуа Лефроя (Thomas Langlois Lefroy), ірландського політика, який, як вважають, надихнув персонажа містера Дарсі в романі Джейн Остін «Гордість і упередження».
У 2021 році, після співпраці над написанням пісень і вивчення технології звукозапису, вони почали випускати сингли.
Дует став відомим завдяки синглу «The Cause», який став популярним у TikTok.
У листопаді 2021 року дует випустив дебютний мініальбом Flight Risk.
У 2022 році гурт підписав контракт з лейблом Pheromone Recordings і випустив позаальбомний сингл «Dog Eat Dog» як свій перший реліз для лейблу.

## Дискографія
Мініальбоми
- Flight Risk (2021)
- Rivals (2023)